# Challenger de Rimouski 2011
El torneo Men's Rimouski Challenger 2011 fue un torneo profesional de tenis. Perteneció al ATP Challenger Series 2011. Se disputó su 5.ª edición sobre superficie dura, en Rimouski, Canadá entre el 14 y el 20 de marzo de 2011.

## Jugadores participantes del cuadro de individuales

### Cabezas de serie
| País                      | Jugador          | Rank1 | Favorito |
| ------------------------- | ---------------- | ----- | -------- |
| Bandera de Estados Unidos | Bobby Reynolds   | 155   | 1        |
| Bandera de Canadá         | Peter Polansky   | 204   | 2        |
| Bandera de Italia         | Matteo Viola     | 208   | 3        |
| Bandera de Dinamarca      | Frederik Nielsen | 240   | 4        |
| Bandera de Sudáfrica      | Fritz Wolmarans  | 254   | 5        |
| Bandera de Israel         | Amir Weintraub   | 257   | 6        |
| Bandera de Canadá         | Philip Bester    | 259   | 7        |
| Bandera de Australia      | Samuel Groth     | 261   | 8        |

- 1 Corresponde al ranking del 7 de marzo de 2011.

### Otros participantes
Los siguientes jugadores recibieron una invitación (wild card), por lo tanto ingresan directamente al cuadro principal:
- Daniel Chu
- Ahmed El-Tabakh
- Pavel Krainik
- Robert Rotaru

Los siguientes jugadores ingresan al cuadro principal tras disputar el cuadro clasificatorio:
- David Rice
- Julien Dubail
- Albano Olivetti
- Blake Strode

## Campeones

### Individual Masculino
Challenger de Rimouski 2011 (individual masculino)
- Fritz Wolmarans derrotó en la final a  Bobby Reynolds, 6–7(2), 6–3, 7–6(3)

### Dobles
Challenger de Rimouski 2011 (dobles masculino)
- Treat Conrad Huey /  Vasek Pospisil derrotaron en la final a  David Rice /  Sean Thornley, 6–0, 6–1